# 納榮·潘奇姆
納榮·潘奇姆（1938年—），泰國前男子羽球運動員。
納榮·潘奇姆是1961年和1964年幫助泰國隊爭奪湯姆斯盃的主力雙打球員之一。他與拉費·勘查納拉費搭檔，在這兩個湯姆斯盃賽季總共出賽18場，贏了15場，其中包括1961年挑戰賽對陣印尼的兩場。
1962年，他們兩人在著名的全英錦標賽中獲得男子雙打亞軍，僅以些微的比分輸給丹麥名將芬·科貝羅和約爾根·哈莫加德·漢森組合。在1965年的亞洲羽球錦標賽，他與查瓦勒特·春姆庫姆一起贏得男子雙打冠軍，並協助泰國隊獲得男子團體亞軍。